# カルノシン酸
カルノシン酸（Carnosic acid）は、ローズマリーやセージに含まれている天然のベンゼンジオールアビエタンのジテルペンである。ローズマリーやセージの乾燥葉には、1.5－2.5％のカルノシン酸が含まれている。カルノシン酸は、強力な抗酸化物質であり、紫外線UV-Aに対する皮膚細胞を保護（光保護）する薬効を有する。動物研究では、発癌に対する抑制作用が認められた。カルノシン酸は、食品における防腐剤や酸化防止剤として使用され、非食品製品には例えば歯磨き粉、マウスウォッシュ、チューインガム（口臭の原因となる微生物に対する抗菌効果を持つ）またはスキンケア製品として使用される。
カルノシン酸には記憶力を改善する作用、神経細胞の維持に重要な役割を果たす神経成長因子の生成を高める効果があることも報告されている。軽度のアルツハイマー型認知症患者に対しては症状が改善する可能性のある報告がされている。カルノシン酸やカルノソールには、生体防御機構を活性化させる作用があり、解毒作用を高める。カルノシン酸はNrf2（NFE2L2）を強力に活性化することが示されている。またカルノシン酸は脂肪細胞の分化を抑制し、肥満を抑制する作用があることが示されている。